# Milorg
- Artículo traducido a partir del artículo de la Wikipedia en italiano.

La Milorg (abreviatura de Militær Organisasjon, en noruego: organización militar) fue el principal movimiento de la resistencia armada en Noruega durante la Segunda Guerra Mundial.
Se ocupaba de una larga serie de actividades de resistencia militar y civil, así como de recabar información, actividades de espionaje, propaganda, transporte de mercancías importadas clandestinamente en el país, sabotajes ocasionales a la maquinaria de la Alemania nazi, liberación de prisioneros noruegos y facilitación de huida a Suecia para los perseguidos por los ocupantes alemanes.
Inmediatamente después de la ocupación alemana de Noruega en abril de 1940, comenzaron a organizarse movimientos de resistencia contra el invasor. La Milorg fue fundada en mayo de 1941, como tentativa de coordinar los grupos noruegos que estaban organizando la resistencia armada e interna en el país contra las fuerzas de ocupación de la Wehrmacht y las Waffen-SS.
La Milorg estaba organizada en un Consejo Central y 14 distritos operativos.
El foco de su actividad estaba, en el primer periodo, mayoritariamente orientado a la constitución, lenta y gradual, de una fuerza de resistencia bien estructurada, y a la recopilación y transmisión de información, manteniendo un perfil bajo sobre el aspecto operativo; esto llevó a algunos conflictos con el SOE británico (encargado de coordinar y favorecer la actividad de resistencia interna en los países ocupados), que hubiese preferido una actividad más agresiva y más orientada a la acción directa. La incomprensión y la falta de coordinación llevaron a diversos incidentes de seguridad a las dos organizaciones, y a una cierta desconfianza recíproca; el SOE decide operar "en paralelo y con más autonomía" respecto a la Milorg.
En noviembre de 1941, la Milorg integraba al pleno del Alto Comando del gobierno noruego exiliado en el Reino Unido. En 1942, ciertos problemas de seguridad interna facilitaron a la Gestapo el arresto de numerosos miembros de la organización.
Hacia finales de año, la Milorg asume una actitud más activa, en particular bajo el mando de Jens Christian Hauge.
Para el final de la guerra la Milorg había organizado, entrenado y armado a cerca de 40.000 hombres, que contribuyeron a la estabilización del país en los meses inmediatamente posteriores al armisticio de 1945.

## Curiosidades
El grupo Vreid, sucesores de la banda Windir, dedicó su álbum de 2009 a los combatientes de la Milorg que luchaban contra las tropas de ocupación alemanas.